# Tâtonnement walrasien

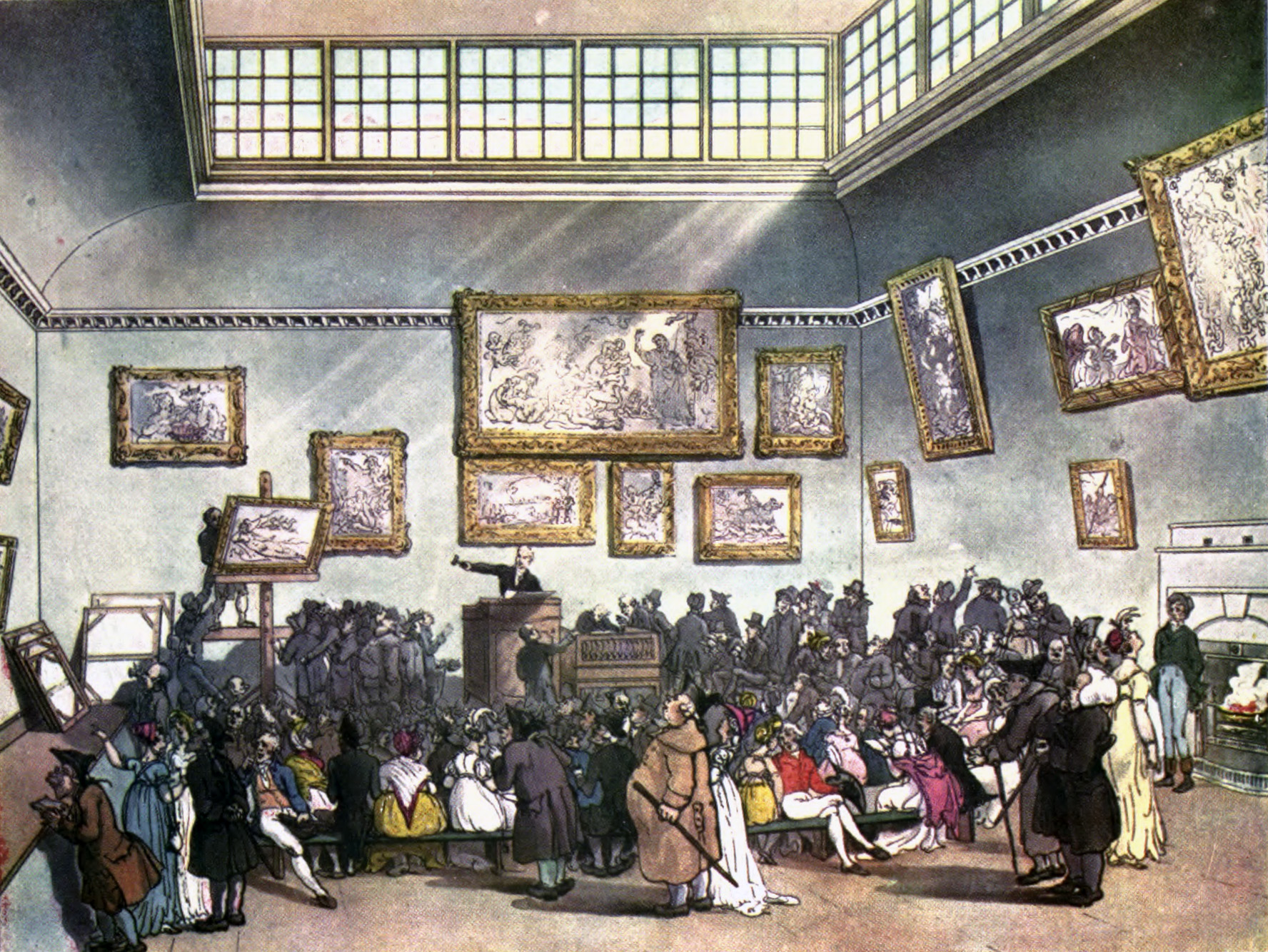
Une vente aux enchères à Christie's (Londres, début XIXe siècle).

Le tâtonnement walrasien est un concept inventé par l'économiste néo-classique Léon Walras permettant de trouver l'équilibre général en ajustant l'offre et demande.

## Concept
Le tâtonnement walrasien se base sur la métaphore d'une vente aux enchères. La fixation du prix dépend d'un commissaire-priseur, qui détermine le prix en fonction de l'offre des biens et du prix que les consommateurs sont prêts à payer. La détermination du prix se fait non pas en une seule fois, mais par tâtonnement : le commissaire-priseur annonce un prix, puis recueille les intentions d'offre et de demande. Si ces intentions ne coïncident pas, il lance un nouveau prix. Le commissaire-priseur lance des prix en fonction des prix précédents, jusqu'à trouver un prix qui correspond à l'offre et à la demande. Ce prix, unique, correspond à l'équilibre de marché,.
Cette fiction permet d'expliquer comment le prix permet d'ajuster l'offre et la demande. Si le commissaire-priseur choisit un prix trop élevé pour un bien, aucun acheteur ne voudra l'acheter, et il sera alors obligé d'en baisser le prix. Si le bien est très recherché et reçoit une demande importante, le prix augmente. La transaction n'a lieu que lorsque l'égalisation est réalisée. 
Le concept de Walras a été déformé avec le temps et au fil des traductions étrangères. L'ouvrage original de Walras, Éléments d'économie politique pure, mentionne un « crieur de prix » et non un commissaire-priseur à proprement parler.

## Limites
Parce qu'il part de postulats forts comme la concurrence pure et parfaite, le tâtonnement walrasien ne prétend pas au réalisme. Il est un outil pédagogique de l'économiste pour faciliter la compréhension des faits. Walras postule l’interdiction de transactions effectuées à des « faux prix » c'est-à-dire à des prix qui ne soient pas des prix d'équilibre ; en d'autres termes, les transactions en déséquilibre sont interdites,. 
Pour Corinne Bronfman (d), le tâtonnement walrasien mène à des quantités échangées plus faibles car le processus d'enchères incite les producteurs et les acheteurs à développer des stratégies d'achat visant à faire croire qu'ils veulent acheter moins qu'ils ne le veulent réellement,. 

## Postérité
Le tâtonnement walrasien est d'une grande fécondité théorique dans l'histoire de la pensée économique. Il est considéré comme l'un des concepts de base de la science économique. 
Il a fait l'objet de formalisation mathématique. 
L'économiste Don Patinkin qualifie en 1956 le tâtonnement comme « l'une des meilleures et plus imaginatives contributions à l'analyse économique ». Gérard Debreu et Kenneth Arrow obtiennent le Prix de la Banque de Suède en sciences économiques pour leurs recherches sur l'équilibre général à partir des travaux de Walras.